# Jaan Kikkas
Jaan Kikkas   (Koikküla, 5 de juny de 1892 - Tallinn, 9 de març de 1944) fou un aixecador estonià que va competir durant la dècada de 1920.
Kikkas s'havia iniciat en l'esport com a ciclista i no va ser fins al 1921, amb 29 anys, quan passà a practicar l'halterofília. El 1922 va debutar internacionalment amb una quarta posició al Campionat del Món d'halterofília. El 1924 va prendre part en els Jocs Olímpics de París, on disputà la prova del pes mitjà, per a aixecadors amb un pes inferior a 75 kg, del programa d'halterofília. Hi guanyà la medalla de bronze, alhora que establia un nou rècord del món en arrancada.
El 1925 va guanyar el seu únic títol nacional d'aixecament de peses. En retirar-se passà a treballar en un taller metal·lúrgic a Tallinn, on va morir el 1944 durant una incursió aèria soviètica.